# Giorgio Rossi
Giorgio Rossi (Roma, 1 de abril de 1948) es un deportista italiano que compitió en ciclismo en la modalidad de pista, especialista en las pruebas de velocidad individual y tándem.
Ganó cuatro medallas en el Campeonato Mundial de Ciclismo en Pista entre los años 1973 y 1980.
Participó en dos Juegos Olímpicos de Verano, ocupando el octavo lugar en Montreal 1976, en velocidad individual, y el noveno lugar en Múnich 1972, en la prueba de tándem.

## Medallero internacional
| Campeonato Mundial | Campeonato Mundial     | Campeonato Mundial | Campeonato Mundial       |
| Año                | Lugar                  | Medalla            | Competición              |
| ------------------ | ---------------------- | ------------------ | ------------------------ |
| 1973               | San Sebastián (España) | Medalla de bronce  | Velocidad individual (A) |
| 1974               | Montreal (Canadá)      | Medalla de bronce  | Velocidad individual (A) |
| 1975               | Rocourt (Bélgica)      | Medalla de plata   | Velocidad individual (A) |
| 1980               | Besanzón (Francia)     | Medalla de bronce  | Tándem (A)               |